# Spodnje Pobrežje
Spodnje Pobrežje je naselje v Občini Rečica ob Savinji. Naselje je do leta 2006 sodilo v občino Mozirje.